# La Ronflette
La Ronflette (Girl in a Shroud) est un roman policier de l’écrivain australien Carter Brown publié en 1963 en Australie et aux États-Unis. 
Le roman est publié en français en 1965 dans la Série noire. La traduction, prétendument "de l'américain", est signée Georges Brézol. C'est une des nombreuses aventures du lieutenant Al Wheeler, bras droit du shérif Lavers dans la ville californienne fictive de Pine City ; la vingtième traduite aux Éditions Gallimard. Le héros est aussi le narrateur.

## Résumé
Un cadavre dans un cercueil aux Pompes funèbres, quoi de plus normal ? Mais celui-ci est un intrus, et d'ailleurs il se réveille : Al Wheeler a été dérangé pour rien, juste une plaisanterie stupide, paraît-il. Mais quand le lieutenant trouve un autre corps, bien mort cette fois, dans un autre cercueil du hall d'exposition, l’humeur n'est plus à l'humour. La victime, docteur en médecine, travaillait pour une Fondation, sur des drogues comme le LSD et la Scopolamine. Qui, parmi ses collègues de recherche, aurait pu l'abattre d'une balle de 38 ? Et pourquoi cette mise en scène aux Pompes funèbres ? En plus des psychiatres, Al Wheeler doit affronter un duo de maîtres chanteurs et un cambriolage de banque sans effraction.

## Personnages
- Al Wheeler, lieutenant enquêteur au bureau du shérif de Pine City.
- Le shérif Lavers.
- Annabelle Jackson, secrétaire du shérif.
- Doc Murphy, médecin légiste.
- Le sergent Polnik.
- Brenner, entrepreneur de Pompes funèbres.
- Max Landau, psychiatre, chercheur dirigeant la Fondation Landau.
- Vicki Landau, sa fille.
- Kaye Allen, biologiste de la Fondation Landau.
- Louis Gérard, chimiste analyste de la Fondation.
- Théodore Altman, médecin associé et ami de Max Landau.
- Castle, président de la Trust Bank de Pine City.
- Hal Kirby et John King, maîtres chanteurs.
- Peters et Kardos, du F.B.I.

## Édition
- Série noire no 943, 1965,  (ISBN 2070479439). Réédition : Carré noir no 252 (1977),  (ISBN 2070432521).

## Autour du livre
Page 110, il est fait allusion, sans explication du traducteur, à Arthur Murray, créateur de nombreuses écoles de danse aux États-Unis.
Par ailleurs, Al Wheeler songe à remplacer son Austin-Healey âgée de six ans (voir À pâlir la nuit), ce qui l'amène à rêver, page 53, de "culbuteurs inversés", très probable erreur du traducteur pour "carburateurs inversés".